# Радієвський Олександр Віталійович
Олекса́ндр Віта́лійович Радіє́вський (9 травня 1970, Кривий Ріг — 23 липня 2014, Лисичанськ) — український військовик, генерал-майор (посмертно). Командир 21-ї окремої криворізької бригади охорони громадського порядку Національної гвардії.

## Біографія
Народився 9 травня 1970 року в місті Кривий Ріг на Дніпропетровщині. Закінчив Криворізьку середню загальноосвітню школу № 104. У 1987 році вступив до Владикавказького вищого військового командного училища ім. С. М. Кірова МВС СРСР. З 2003 по 2011 рік командував 16-м Дніпропетровським полком з охорони громадського порядку (військова частина 3036).
У серпні 2011 року призначений командиром 21-ї окремої криворізької спеціальної моторизованої бригади міліції ВВ МВС.

### Російсько-українська війна
Із початком війни особисто керував діями бійців у знищені ворожих блокпостів під час визволення Миколаївки, Семенівки, Слов'янська.
15 липня 2014 року нагороджений орденом «За мужність» III ступеня.
23 липня 2014 року загинув під час бою за визволення Лисичанська, коли разом з бійцями потрапив у засідку на мосту. Прикриваючи свого командира також загинули командир батальйону підполковник Павло Сніцар та солдат-стрілець Ігор Коцяр.
25 липня 2014 року присвоєно звання генерал-майора (посмертно).

## Пам'ять
- 21 липня 2015 року поблизу Сєвєродонецької міської ради Олександрові Радієвському встановлено пам'ятник[7]. Погруддя було урочисто відкрито 22 липня 2015 року президентом України Петром Порошенком під час візиту з нагоди представлення нового голови Луганської ВЦА та відзначення річниці звільнення міста від незаконних збройних формувань ЛНР. Після окупації міста російськими загарбниками у 2022 році росіяни знищили пам'ятники героям російсько-української війни, серед них і пам'ятник генералові Радієвському.
- 2015 року в Кривому Розі на території військової частини 3011 НГУ встановлено погруддя Олександру Радієвському.
- З 26 листопада 2015 року у Дніпрі є вулиця Генерала Радієвського.
- У місті Кривий Ріг 19 травня 2016 рішенням голови Дніпропетровської ОДА Валентина Резніченка вулицю Тинка перейменували на честь Генерала Радієвського.
- Вулиця Генерала Радієвського у Лисичанську.
- 14 жовтня 2020 року 16-му полку охорони громадського порядку Національної гвардії України було присвоєно почесне найменування «імені генерал-майора Олександра Радієвського»[8].

## Нагороди та відзнаки
- Указом Президента України від 15 липня 2014 року № 593/2014, за особисту мужність і героїзм, виявлені у захисті державного суверенітету та територіальної цілісності України, нагороджений орденом «За мужність» III ступеня[9].
- Указом Президента України від 16 грудня 2004 року № 1489/2004, за вагомий особистий внесок у зміцнення законності і правопорядку, зразкове виконання службового обов'язку у захисті конституційних прав і свобод громадян, високий професіоналізм, нагороджений медаллю «За військову службу Україні»[10].
- Нагороджений почесною відзнакою № 1 «За вільну Луганщину» (посмертно). Нагороду від луганських волонтерів 27 лютого 2019 року, під час пленарного засідання Криворізької міської ради, передали синові генерала, командиру патрульного батальйону в/ч 3011 НГУ капітанові Андрію Радієвському[11].